# Matxino (Krasnoiarsk)
|  | Per a altres significats, vegeu «Matxino». |

Matxino (en rus: Мачино) és un poble del krai de Krasnoiarsk, a Rússia, segons el cens del 2010 tenia 180 habitants. Pertany al districte municipal d'Àban.